# Aaron Brooks
Aaron Jamal Brooks, conhecido simplesmente por Aaron Brooks (Seattle, Washington, 14 de janeiro de 1985), é um jogador de basquetebol profissional norte-americano que atualmente joga pelo Indiana Pacers na NBA.

## Estatísticas na NBA

### Temporada regular
| Ano     | Equipe     | PJ  | PT  | MPP  | %TC  | %3P  | %TL  | RPP | APP | ROB | TPP | PPP  |
| ------- | ---------- | --- | --- | ---- | ---- | ---- | ---- | --- | --- | --- | --- | ---- |
| 2007-08 | Houston    | 51  | 0   | 11.9 | .413 | .330 | .857 | 1.1 | 1.7 | 0.2 | 0.1 | 5.2  |
| 2008-09 | Houston    | 80  | 35  | 25.0 | .404 | .366 | .866 | 2.0 | 3.0 | 0.6 | 0.1 | 11.2 |
| 2009-10 | Houston    | 82  | 82  | 35.6 | .432 | .398 | .822 | 2.6 | 5.6 | 1.0 | 0.2 | 19.6 |
| 2010-11 | Houston    | 34  | 7   | 23.9 | .346 | .284 | .940 | 1.5 | 3.8 | 0.6 | 0.1 | 11.6 |
| 2010-11 | Phoenix    | 25  | 5   | 18.9 | .430 | .328 | .807 | 1.1 | 4.2 | 0.5 | 0.0 | 9.6  |
| 2012-13 | Sacramento | 46  | 20  | 20.8 | .459 | .378 | .769 | 1.7 | 2.3 | 0.6 | 0.2 | 8.0  |
| 2012-13 | Houston    | 7   | 0   | 5.4  | .308 | .286 | .000 | 0.3 | 0.9 | 0.1 | 0.4 | 1.4  |
| 2013-14 | Houston    | 43  | 0   | 16.7 | .395 | .409 | .841 | 1.4 | 1.9 | 0.6 | 0.1 | 7.0  |
| 2013-14 | Denver     | 29  | 12  | 29.0 | .406 | .362 | .902 | 2.7 | 5.2 | 0.9 | 0.2 | 11.9 |
| 2014-15 | Chicago    | 82  | 21  | 23.0 | .421 | .387 | .833 | 2.0 | 3.2 | 0.7 | 0.2 | 11.6 |
| 2015-16 | Chicago    | 69  | 0   | 16.1 | .401 | .357 | .766 | 1.8 | 3.2 | 0.6 | 0.1 | 7.1  |
| Total   | Total      | 548 | 182 | 22.5 | .413 | .370 | .840 | 1.8 | 3.2 | 0.6 | 0.1 | 10.7 |

### Playoffs
| Ano   | Equipe  | PJ | PT | MPP  | %TC  | %3P  | %TL  | RPP | APP | ROB | TPP | PPP  |
| ----- | ------- | -- | -- | ---- | ---- | ---- | ---- | --- | --- | --- | --- | ---- |
| 2008  | Houston | 6  | 0  | 8.3  | .320 | .000 | .818 | 1.0 | 0.5 | 0.0 | 0.0 | 4.2  |
| 2009  | Houston | 13 | 13 | 34.2 | .453 | .422 | .804 | 2.6 | 3.4 | 0.4 | 0.2 | 16.8 |
| 2013  | Houston | 6  | 0  | 11.2 | .382 | .111 | .600 | 1.5 | 1.8 | 0.2 | 0.2 | 5.0  |
| 2015  | Chicago | 12 | 0  | 11.0 | .344 | .308 | .571 | 1.5 | 0.9 | 0.3 | 0.1 | 4.5  |
| Total | Total   | 37 | 13 | 18.7 | .410 | .330 | .768 | 1.8 | 1.9 | 0.2 | 0.1 | 8.8  |